# Herbert Wursthorn
Herbert Wursthorn (né le 22 juin 1957 à Würtingen) est un athlète allemand, spécialiste du 800 mètres.

## Biographie
Médaillé de bronze du 800 m lors des Championnats d'Europe en salle 1980, à Sindelfingen, il remporte l'édition suivante, en 1981 à Grenoble, dans le temps de 1 min 47 s 70, devant le Hongrois András Paróczai et l'Espagnol Antonio Páez.

### Palmarès
| Date | Compétition                    | Lieu         | Résultat | Épreuve |
| ---- | ------------------------------ | ------------ | -------- | ------- |
| 1980 | Championnats d'Europe en salle | Sindelfingen | 3e       | 800 m   |
| 1981 | Championnats d'Europe en salle | Grenoble     | 1er      | 800 m   |

### Records
| Épreuve | Performance   | Lieu     | Date |
| ------- | ------------- | -------- | ---- |
| 800 m   | 1 min 46 s 75 | Varsovie | 1980 |